# Jonathan Hutchinson
Jonathan Hutchinson (Selby, 1828 - Surrey (Haslemere), 1913) fue un médico inglés.

## Biografía
Médico patólogo y cirujano británico, célebre por sus investigaciones sobre la sífilis.  
Trabajó como cirujano en el Hospital de Londres y como profesor de cirugía en el Real Colegio de Cirujanos. Gran investigador de la sífilis congénita (dientes de Hutchinson), dio también nombre a la facies de Hutchinson en la oftalmoplejia. Asimismo, describió la "máscara de Hutchinson" en la tabes dorsal, una forma de la enfermedad que se manifiesta tardíamente. También fueron importantes sus trabajos en oftalmoplejía, especialidad en la que determinó la "facies de Hutchinson", así como sobre enfermedades de la piel, en especial la lepra. De 1859 a 1883 trabajó de cirujano en el Hospital de Londres y, entre 1879 y 1883 ejerció la docencia de dicha disciplina en el Real Colegio de Cirujanos. Fue autor de obras sobre sus especialidades, como Lecturas sobre cirugía clínica y La genealogía de las enfermedades. Además participó, junto con Hastings Gilford en el descubrimiento de la progeria en niños pequeños, también llamada Síndrome de Hutchinson-Gilford.  

## Obra
Escribió The Pedigree of Diseases y Lectures on Clinical Surgery.

## Bibliografía

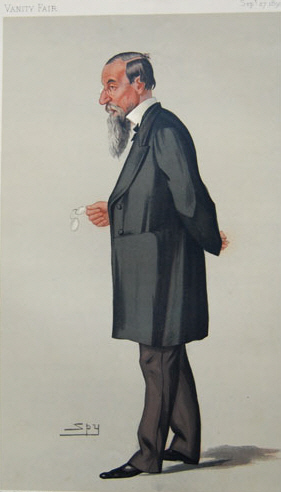
Caricatura para Vanity Fair por Spy